# Sis dies de Bremen
Els Sis dies de Bremen és una cursa de ciclisme en pista, de la modalitat de sis dies, que es corre al Bremen Arena de Bremen (Alemanya). La seva primera edició data del 1910, però no fou fins al 1965 que es començà a disputar regularment cada any.

## Palmarès
| Any     | Primers                                  | Segons                                | Tercers                            |
| ------- | ---------------------------------------- | ------------------------------------- | ---------------------------------- |
| 1910    | Willy Arend · Eugen Stabe                | Otto Pawke · Carl Rudel               | Anteo Carapezzi · Willy Techmer    |
| 1911-64 | No disputats                             | No disputats                          | No disputats                       |
| 1965    | Rik Van Steenbergen · Palle Lykke Jensen | Rolf Roggendorf · Rudi Altig          | Dieter Kemper · Horst Oldenburg    |
| 1966    | Dieter Kemper · Rudi Altig               | Fritz Pfenninger · Peter Post         | Klaus Bugdahl · Sigi Renz          |
| 1967    | Peter Post · Fritz Pfenninger            | Dieter Kemper · Horst Oldenburg       | Klaus Bugdahl · Patrick Sercu      |
| 1968    | Sigi Renz · Rudi Altig                   | Freddy Eugen · Palle Lykke Jensen     | Dieter Kemper · Horst Oldenburg    |
| 1969    | Peter Post · Patrick Sercu               | Dieter Kemper · Horst Oldenburg       | Freddy Eugen · Palle Lykke Jensen  |
| 1970    | Peter Post · Patrick Sercu               | Sigi Renz · Wolfgang Schulze          | Klaus Bugdahl · Julien Stevens     |
| 1971    | Albert Fritz · Rudi Altig                | Peter Post · Patrick Sercu            | Klaus Bugdahl · Alain Van Lancker  |
| 1972    | Sigi Renz · Wolfgang Schulze             | Peter Post · Patrick Sercu            | Dieter Kemper · Klaus Bugdahl      |
| 1973    | Dieter Kemper · Graeme Gilmore           | René Pijnen · Leo Duyndam             | Albert Fritz · Wilfried Peffgen    |
| 1974    | René Pijnen · Leo Duyndam                | Albert Fritz · Wilfried Peffgen       | Graeme Gilmore · Patrick Sercu     |
| 1975    | René Pijnen · Patrick Sercu              | Albert Fritz · Wilfried Peffgen       | Udo Hempel · Günter Haritz         |
| 1976    | René Pijnen · Günter Haritz              | Dieter Kemper · Sigi Renz             | Patrick Sercu · Graeme Gilmore     |
| 1977    | Wilfried Peffgen · Albert Fritz          | Klaus Bugdahl · Dietrich Thurau       | René Pijnen · Günter Haritz        |
| 1978    | Wilfried Peffgen · Albert Fritz          | Jürgen Tschan · Gregor Braun          | Donald Allan · Danny Clark         |
| 1979    | René Pijnen · Danny Clark                | Wilfried Peffgen · Albert Fritz       | Patrick Sercu · Dietrich Thurau    |
| 1980    | Patrick Sercu · Albert Fritz             | Wilfried Peffgen · Gregor Braun       | Roman Hermann · Horst Schütz       |
| 1981    | René Pijnen · Gregor Braun               | Albert Fritz · Patrick Sercu          | Donald Allan · Danny Clark         |
| 1982    | René Pijnen · Albert Fritz               | Gert Frank · Patrick Sercu            | Dietrich Thurau · Gregor Braun     |
| 1983    | René Pijnen · Gregor Braun               | Albert Fritz · Patrick Sercu          | Gert Frank · Jan Raas              |
| 1984    | Albert Fritz · Dietrich Thurau           | Gary Wiggins · Anthony Doyle          | Gert Frank · Hans-Henrik Oersted   |
| 1985    | Gary Wiggins · Anthony Doyle             | Danny Clark · Dietrich Thurau         | Josef Kristen · Henri Rinklin      |
| 1986    | Josef Kristen · Dietrich Thurau          | Gert Frank · René Pijnen              | Roman Hermann · Urs Freuler        |
| 1987    | Danny Clark · Dietrich Thurau            | Josef Kristen · Roman Hermann         | Constant Tourné · Etienne De Wilde |
| 1988    | Danny Clark · Anthony Doyle              | Andreas Kappes · Roman Hermann        | Constant Tourné · Etienne De Wilde |
| 1989    | Andreas Kappes · Roman Hermann           | Roger Ilegems · Roland Günther        | Danny Clark · Urs Freuler          |
| 1990    | Danny Clark · Roland Günther             | Andreas Kappes · Etienne De Wilde     | Urs Freuler · Volker Diehl         |
| 1991    | Andreas Kappes · Etienne De Wilde        | Danny Clark · Urs Freuler             | Bruno Holenweger · Volker Diehl    |
| 1992    | Andreas Kappes · Etienne De Wilde        | Bruno Holenweger · Urs Freuler        | Danny Clark · Anthony Doyle        |
| 1993    | Peter Pieters · Urs Freuler              | Danny Clark · Remig Stumpf            | Bruno Risi · Kurt Betschart        |
| 1994    | Andreas Kappes · Danny Clark             | Bruno Risi · Kurt Betschart           | Urs Freuler · Carsten Wolf         |
| 1995    | Bruno Risi · Kurt Betschart              | Adriano Baffi · Pierangelo Bincoletto | Andreas Kappes · Etienne De Wilde  |
| 1996    | Marco Villa · Silvio Martinello          | Bruno Risi · Kurt Betschart           | Jimmi Madsen · Jens Veggerby       |
| 1997    | Andreas Kappes · Carsten Wolf            | Marco Villa · Silvio Martinello       | Bruno Risi · Kurt Betschart        |
| 1998    | Jimmi Madsen · Jens Veggerby             | Andreas Kappes · Adriano Baffi        | Bruno Risi · Kurt Betschart        |
| 1999    | Bruno Risi · Kurt Betschart              | Andreas Kappes · Etienne De Wilde     | Marco Villa · Adriano Baffi        |
| 2000    | Andreas Kappes · Silvio Martinello       | Marco Villa · Adriano Baffi           | Jimmi Madsen · Scott McGrory       |
| 2001    | Matthew Gilmore · Scott McGrory          | Rolf Aldag · Silvio Martinello        | Andreas Beikirch · Andreas Kappes  |
| 2002    | Bruno Risi · Kurt Betschart              | Matthew Gilmore · Scott McGrory       | Marco Villa · Silvio Martinello    |
| 2003    | Danny Stam · Robert Slippens             | Andreas Beikirch · Andreas Kappes     | Matthew Gilmore · Scott McGrory    |
| 2004    | Bruno Risi · Kurt Betschart              | Danny Stam · Robert Slippens          | Andreas Beikirch · Andreas Kappes  |
| 2005    | Andreas Beikirch · Robert Bartko         | Bruno Risi · Kurt Betschart           | Marco Villa · Iljo Keisse          |
| 2006    | Danny Stam · Robert Slippens             | Marco Villa · Erik Zabel              | Robert Bartko · Andreas Beikirch   |
| 2007    | Bruno Risi · Erik Zabel                  | Guido Fulst · Leif Lampater           | Robert Bartko · Iljo Keisse        |
| 2008    | Iljo Keisse · Robert Bartko              | Erik Zabel · Leif Lampater            | Bruno Risi · Franco Marvulli       |
| 2009    | Erik Zabel · Leif Lampater               | Olaf Pollack · Franco Marvulli        | Bruno Risi · Danny Stam            |
| 2010    | Bruno Risi · Franco Marvulli             | Robert Bartko · Iljo Keisse           | Leif Lampater · Christian Grasmann |
| 2011    | Robert Bengsch · Robert Bartko           | Alexander Aeschbach · Franco Marvulli | Jens-Erik Madsen · Marc Hester     |
| 2012    | Peter Schep · Robert Bartko              | Marcel Kalz · Franco Marvulli         | Leif Lampater · Iljo Keisse        |
| 2013    | Franco Marvulli · Marcel Kalz            | Leif Lampater · Luke Roberts          | Robert Bartko · Peter Schep        |
| 2014    | Leif Lampater · Wim Stroetinga           | Marcel Kalz · Robert Bartko           | Andreas Müller · Marc Hester       |
| 2015    | Marcel Kalz · Alex Rasmussen             | Morgan Kneisky · Jesper Mørkøv        | Leif Lampater · Wim Stroetinga     |
| 2016    | Kenny De Ketele · Christian Grassmann    | Morgan Kneisky · Jesper Mørkøv        | Alex Rasmussen · Marcel Kalz       |
| 2017    | Marcel Kalz · Iljo Keisse                | Leif Lampater · Wim Stroetinga        | Yoeri Havik · Jesper Mørkøv        |